# عبد الرحمن سعد (لاعب كرة سلة)
عبد الرحمن سعد (مواليد 7 يوليو 1996) هو لاعب كرة سلة قطري-مصري يلعب في مركز لاعب هجوم خلفي في نادي الزمالك ومنتخب قطر.

## روابط خارجية
- عبد الرحمن سعد (لاعب كرة سلة) على موقع كرة السلة الأوروبية.كوم (الإنجليزية)